# Национальный совет Украины по вопросам телевидения и радиовещания
Национальный совет Украины по вопросам телевидения и радиовещания (укр. Національна рада України з питань телебачення і радіомовлення) — украинский коллегиальный государственный орган. Создан в 1994 году для регуляции телерадиовещания. Состоит из восьми членов, назначаемых Президентом и Верховной радой Украины. Председатель — Ольга Герасимьюк (с 2020 года).

## История

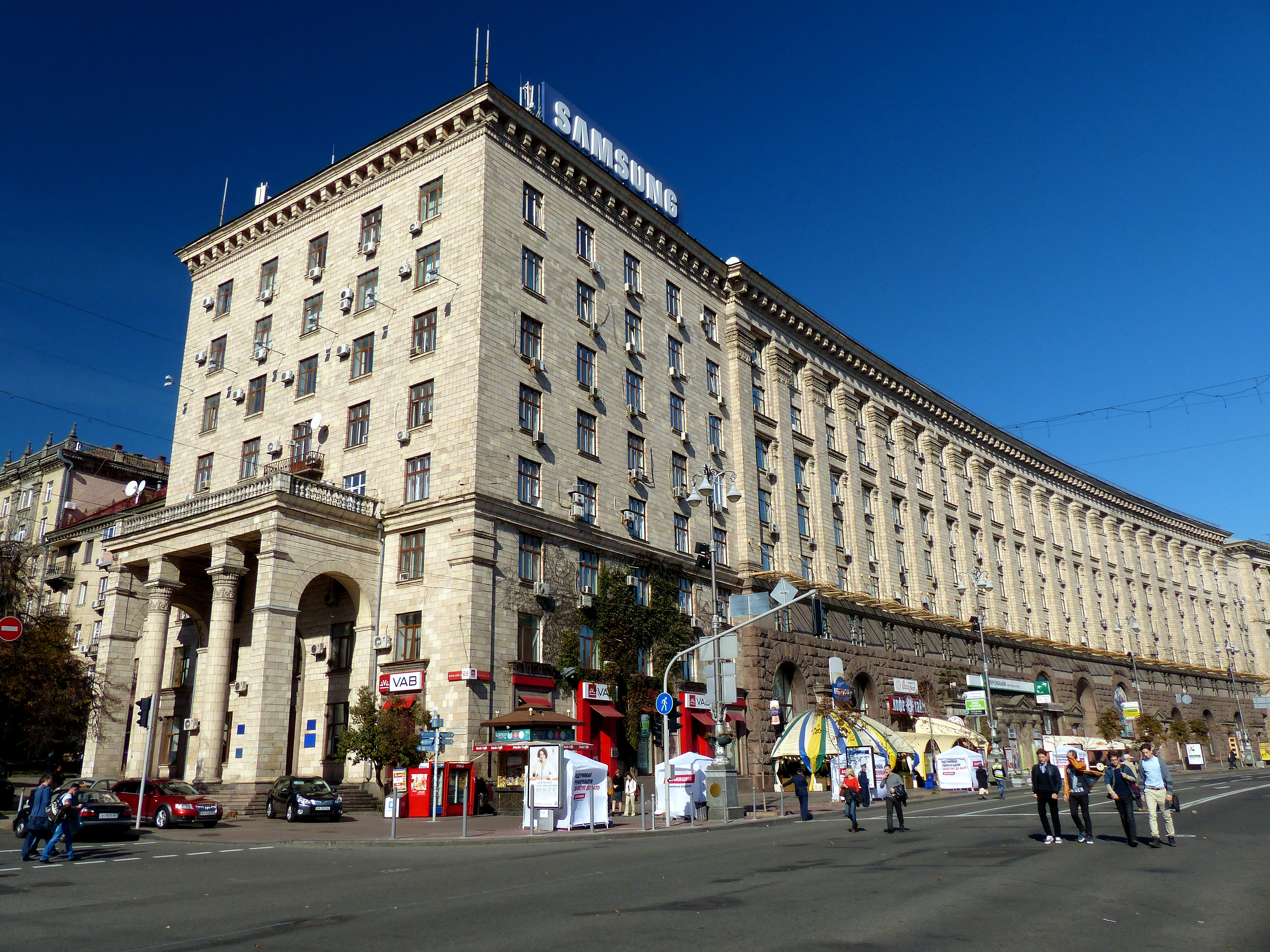
Помещение Нацсовета располагается в Киеве в здании на углу улиц Прорезной и Крещатика

Национальный совет Украины по вопросам телевидения и радиовещания создан на основе принятого Верховной радой постановления от 15 декабря 1994 года. Целью создания Нацсовета декларировалось обеспечение свободы слова, защита прав телезрителей и радиослушателей, производителей и распространителей информации, разработка и осуществления государственной политики лицензирования телерадиовещания, рационального использования радиочастот, контроля за соблюдением законодательства в сфере телевидения и радиовещания. Фактически Нацсовет стал инструментом, который использовался действующей властью против телерадиокомпаний, предоставляющих эфир оппозиционным силам.
С 1998 по 2000 год Нацсовет фактически не функционировал. Президент Украины Леонид Кучма не назначал четырёх его членов, поскольку остальные четверо были назначены коммунистическим большинством парламента.
Во время президентства Виктора Ющенко Нацсовет превратился в один из важнейших государственных органов проведения языковой политики. При формальном независимом статусе Нацсовета, Президент Украины имел значительное влияние на формирование его состава — он напрямую назначал четырёх его членов и согласовывал кандидатуры ещё четырёх членов, которых утверждала Верховная рада. В 2006 году парламент увеличил полномочия членов Нацсовета до пяти лет и усложнил процедуру их отставки. Лидер фракции СДПУ(о) в парламенте Леонид Кравчук назвал новый закон введением цензуры на Украине. В конце 2007 года Нацсовет установил 75 % квоту для эфиров на украинском языке, что не всегда соответствовало национальному составу конкретного региона Украины.
После прихода к власти Виктора Януковича, Нацсовет критиковали за назначение в его состав некомпетентных лиц, давление на оппозиционные телеканалы ТВі и «Черноморскую ТРК», а также за скрытую цензуру при распределении частот. В августе 2012 года Нацсовет исключил требование для лицензирования телеканалов указывать «язык вещания», в результате чего фактически перестала действовать 75 % квота для украинского языка. Народный депутат от Партии регионов и первый заместитель председателя комитета Верховной рады по свободе слова и информации Елена Бондаренко заявила, что отныне «главным цензором и главным определителем, на каком языке вещать телерадиокомпании, теперь будет зритель, а не государство и не политики».
28 февраля 2014 года, после смены власти в результате Евромайдана, парламент выразил недоверие Нацсовету. В марте 2014 года Нацсовет потребовал от провайдеров прекратить ретрансляцию ряда государственных российских телеканалов. Представитель ОБСЕ по вопросам свободы СМИ Дуня Миятович призвала украинские власти не вводить репрессивные меры, добавив, что «запрет программ без законодательной основы является формой цензуры». В октябре 2014 года Нацсовет принял решение заблокировать белорусский телеканал «Беларусь 24» за «антиукраинскую пропаганду». 12 января 2017 года Нацсовет наложил запрет на трансляцию российского телеканала «Дождь» на территории Украины. Данное решение осудили Комитет защиты журналистов, «Репортёры без границ», Human Rights Watch и Немецкий союз журналистов.
После принятия новой редакции закона о языковых квотах, Нацсовет оштрафовал 21 радиостанцию, и к декабрю 2018 года доля контента на украинском языке на радио составила 86 %, а на телевидении — 92 %.

## Полномочия
Национальный совет Украины по вопросам телевидения и радиовещания наделён рядом полномочий:
- разрабатывать правила, стандарты и нормы, обязательные для выполнения теле- и радио-компаниями;
- осуществлять проверку деятельности телерадиокомпаний;
- рассматривать дела о нарушении телерадиокомпаниями законодательства и передавать дела о нарушении законодательства о телевидении и радиовещании в правоохранительные органы.

## Состав
В Национальный совет Украины по вопросам телевидения и радиовещания входят восемь человек: четверо назначаются Верховной радой и ещё четверо — Президентом Украины. Возглавляет Нацсовет председатель, избирающийся из состава членов Нацсовета.
Решение Нацсовета считаются легитимными, если на заседании присутствуют минимум 6 его членов.
По состоянию на апрель 2021 года в состав Нацсовета входят:
- Председатель — Ольга Герасимьюк
- Первый заместитель председателя — Валентин Коваль
- Заместитель председателя — Олег Черныш
- Ответственный секретарь — Юрий Зиневич
- Члены — Александр Ильяшенко, Елена Ницко, Максим Оноприенко, Татьяна Руденко

## Финансирование
По данным Счётной палаты Украины, с 2018 по 2020 год Нацсовет использовал 284 миллионов гривен бюджетных средств, из которых 150 миллионов гривен были потрачены с нарушениями.
Финансирование Нацсовета по годам:
- 2015 год — 20,8 млн грн[23]
- 2016 год — 28,5 млн грн[24]
- 2017 год — 47,6 млн грн[25]
- 2018 год — 104,8 млн грн[26]
- 2019 год — 124,8 млн грн[27]
- 2020 год — 93,7 млн грн[28]
- 2021 год — 131,1 млн грн[29]

## Руководители
- Барсук Владимир Алексеевич (1994)
- Петренко Виктор Михайлович (1994—1999)
- Аксёненко Сергей Иванович (1999-2000, и. о.)[30]
- Холод Борис Иванович (2000—2005)
- Шевченко Виталий Фёдорович (2005—2009)
- Манжосов Владимир Анатольевич (2010—2014)
- Артеменко Юрий Анатольевич (2014—2019)
- Герасимьюк Ольга Владимировна (2020—н. в.)